# Sépalo

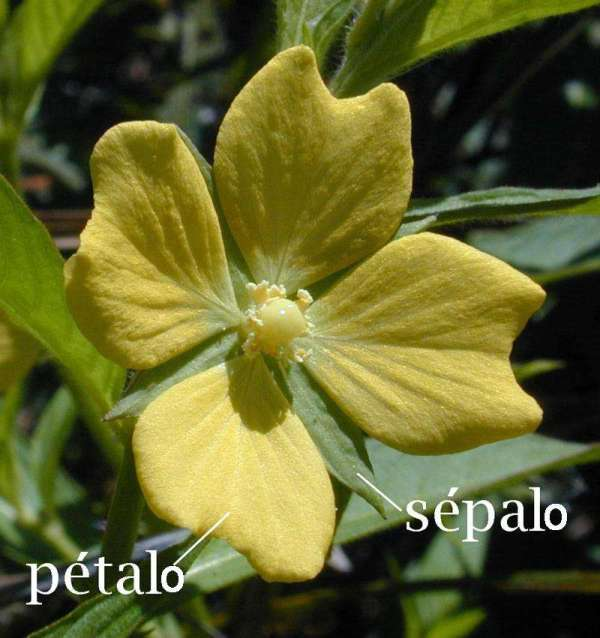
Detalle de pétalo y sépalo en una Ludwigia.

En botánica, el sépalo es la pieza floral que forma el cáliz de una flor de una planta angiosperma.
Los sépalos envuelven a las otras piezas florales en las primeras fases de desarrollo, cuando la flor es sólo un capullo o pimpollo. También evitan, en las especies entomófilas, que los insectos accedan al néctar sin pasar por los estambres y estigmas. 
El número de sépalos en una flor es un carácter importante para la clasificación e  identificación de una especie.
Existe variedad considerable en la forma de los sépalos entre diferentes especies. A menudo los sépalos son muy reducidos, apareciendo como dientes o crestas. Ejemplos de flores con periantos muy reducidos pueden encontrarse entre las gramíneas.